# Rasha Fathy Ghoneim
Rasha Fathy Ghoneim, née le 14 septembre 1971, est une rameuse d'aviron égyptienne.

## Carrière
Rasha Ghoneim remporte la médaille de bronze en skiff aux Championnats d'Afrique d'aviron 1993 au Caire.